# Ctenophorus gibba
Ctenophorus gibba là một loài thằn lằn trong họ Agamidae. Loài này được Houston mô tả khoa học đầu tiên năm 1974.